# 포켓몬 스냅
포켓몬 스냅(Pokémon Snap, 일본어: ポケモンスナップ)은 HAL 연구소가 개발하고 닌텐도가 닌텐도 64용으로 배급한 1999년 레일 슈팅 스타일의 1인칭 포토그래피 게임이다. 1999년 3월 일본에서 처음 출시되었으며 나중에 1999년 7월 북아메리카에, 2000년 9월 PAL 지역에 출시되었다. 포켓몬스터 시리즈 중 스핀오프 게임으로, 이에 해당하는 최초의 콘솔 기반 게임들 가운데 하나이며 수많은 포켓몬이 처음으로 실시간 3D로 렌더링된다. 이 게임은 2007년 12월 Wii의 버추얼 콘솔용으로, 2016년 Wii U의 버추얼 콘솔용으로 재출시되었다.
원래 닌텐도 64DD 타이틀로 발표되었으나 포켓몬 스냅의 개발은 64DD의 지연으로 인해 닌텐도 64로 옮겨갔다. 게임플레이는 다른 1인칭 게임들과 비슷하며, 주인공 토드 스냅의 관점에서 바라보면서 움직인다. 게임의 목적은 자신의 카메라로 포켓몬의 사진을 촬영하는 것이다. 더 나은 촬영을 위해 사과, 페스터 볼 등의 아이템을 사용할 수 있다.
뉴 포켓몬 스냅이라는 후속작이 2020년 발표되었으며 2021년 4월 30일 닌텐도 스위치용으로 출시되었다.

## 평가
| 평가 |        |
| --- | ------ |
| 통합 점수 통합사 점수 메타크리틱 77/100 [ 2 ] 평론 점수 평론사 점수 EGM 83/100 [ 3 ] 패미츠 33/40 [ 4 ] 게임 레볼루션 C+ [ 5 ] 게임프로 [ 6 ] 게임스팟 8/10 [ 7 ] IGN 7.8/10 [ 8 ] 닌텐도 파워 8.7/10 [ 9 ] ONM 85% [ 10 ] |        |
| 통합 점수 |        |
| 통합사 | 점수   |
| 메타크리틱 | 77/100 |
| 평론 점수 |        |
| 평론사 | 점수   |
| EGM | 83/100 |
| 패미츠 | 33/40  |
| 게임 레볼루션 | C+     |
| 게임프로 | [ 6 ]  |
| 게임스팟 | 8/10   |
| IGN | 7.8/10 |
| 닌텐도 파워 | 8.7/10 |
| ONM | 85%    |